# Bor (Sudan Południowy)
Bor (d. ar. بور) – miasto w Sudanie Południowym, nad Białym Nilem. Stolica stanu Jonglei. Według danych szacunkowych na rok 2010 liczy 21 351 mieszkańców. Ośrodek przemysłowy. W mieście znajduje się port lotniczy Bor.